# Édgar Yoel Bárcenas
Édgar Yoel Bárcenas Herrera (Colón, 23 d'octubre de 1993) és un jugador de futbol panameny que actualment juga al Girona fc, a segona divisió espanyola. Bárcenas va ser convocat per disputar la Copa del Món de 2018 a Rússia.

## Palmarès
Cafetaleros de Tapachula
- Ascenso MX: Clausura 2018
- Campeón de Ascenso: 2017–18